# ویسکانسین

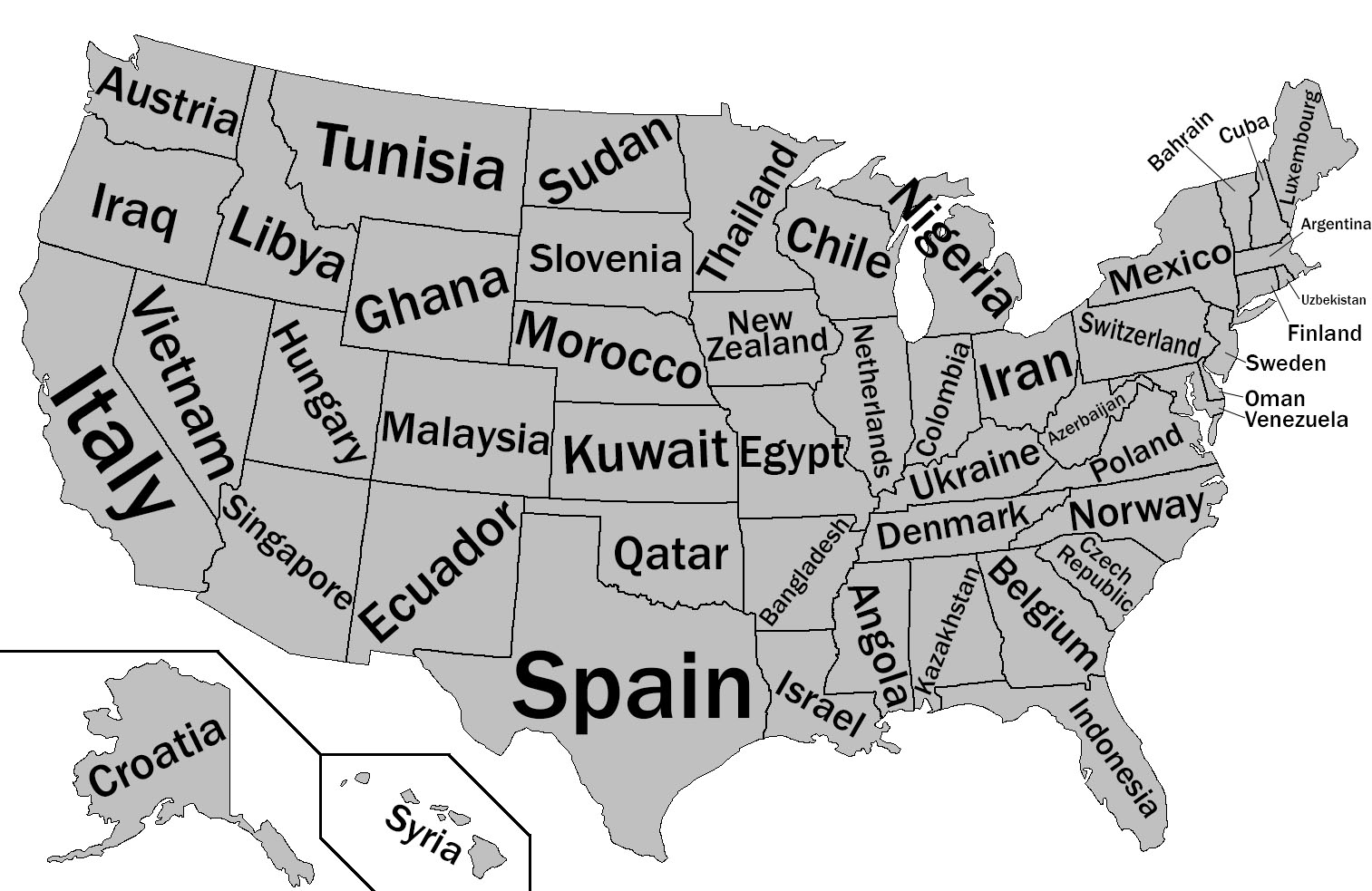
مقایسهٔ تولید ناخالص داخلی ایالت‌های آمریکا با کشورهای دیگر در سال ۲۰۱۲. ایالت ویسکانسین در این سال تولید ناخالصی اش قابل مقایسه با کشور شیلی (طبق نقشه) بوده‌است.

ویسکانسین (به انگلیسی: Wisconsin) ایالتی است در آمریکا که یکی از ایالت‌های غرب میانه آمریکا به‌شمار می‌رود. مرکز آن مدیسن و بزرگترین شهر آن میلواکی است.

## تاریخچه
قلمرو ویسکانسن در ۳ ژوئیه سال ۱۸۳۶ تأسیس شد و در تاریخ ۲۹ مه ۱۸۴۸ به عنوان سی‌امین ایالت به ایالات متحده آمریکا پیوست.
معادن سرب در جنوب ویسکانسین باعث تراکم جمعیت در این منطقه شد و ویسکانسن نیمی از سرب کشور را تولید می‌کرد ولی تا دهه ۱۸۴۰ معدنچیان این معادن را فرسوده ساختند و عده زیادی از معدنچیان با تجربه این ایالت را به قصد معادن تازه کشف شده طلای کالیفرنیا ترک کردند.

## فرهنگ
ایالت ویسکانسین که ملقب به «سرزمین لبنیات آمریکا» است در تولید پنیر شهرت فراوان دارد. افزون بر تولید پنیر این ایالت به تولید کره نیز مشهور است.
موزه هنر شهر میلواکی برای معماری یکتایش شهره دارد و شهر مدیسن علاوه بر پایتخت بودن ایالت شهری دانشگاهی است.
دانشگاه ویسکانسین-مدیسن (با جمعیت ۴۱۴۸۰ دانشجو در ترم پاییزی سال ۲۰۰۵) در شهر مدیسون واقع شده‌است.

## اقتصاد
در سال ۲۰۱۲ این ایالت تولید ناخالص داخلی برابر با ۲۸۱٬۷۴۱ میلیارد دلار داشت، که بیش از تولید ناخالص داخلی کشور شیلی (۲۷۶٬۵۲۰ میلیارد دلار) بود.

## جمعیت‌شناسی

### جمعیت
بنا به تخمین ادارهٔ سرشماری ایالات متحده، جمعیت ایالت ویسکانسین در تاریخ ۱ ژوئیه ۲۰۱۹ برابر با ۵٬۸۲۲٬۴۳۴ نفر بوده است، که نسبت به سرشماری سال ۲۰۱۰ ایالات متحده، ۲.۴٪ افزایش داشته است. این افزایش شامل رشد طبیعی جمعیت به میزان ۱۵۰٬۶۵۹ نفر (یعنی ۶۱۴٬۷۷۱ تولد منهای ۴۶۴٬۱۱۲ مرگ) و کاهش ناشی از مهاجرت خالص به میزان ۱۲٬۷۵۵ نفر بوده است. مهاجرت بین‌المللی باعث افزایش خالص ۵۹٬۲۵۱ نفر شده، در حالی که مهاجرت داخلی (از سایر نقاط ایالات متحده) موجب کاهش خالص ۷۲٬۰۰۶ نفر بوده است.

## مشاهیر
از مشاهیر این ایالت می‌توان اورسن ولز، کندیس کندیس میشل،وودی هرمن و استیو جابز را نام برد.

## مراکز آموزشی

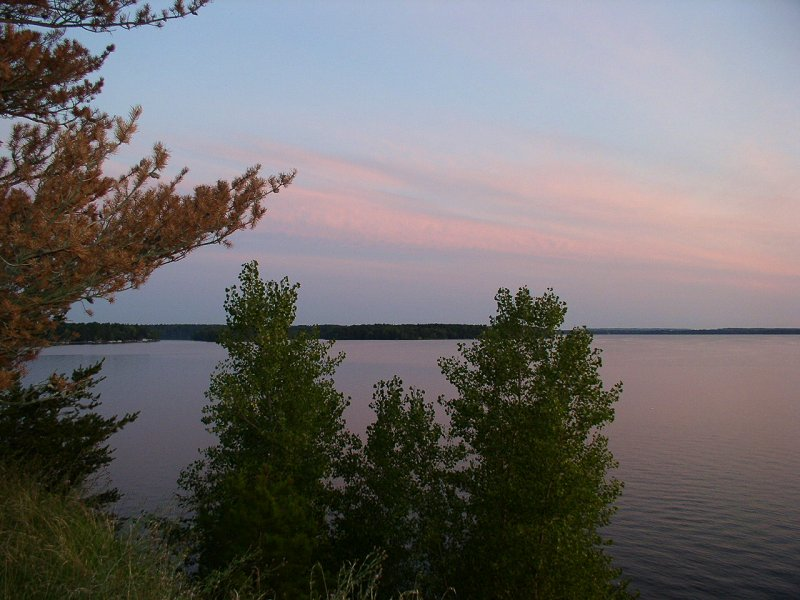
منظره دریاچه ویسوتا در ایالت ویسکانسین

- دانشگاه ویسکانسین-مدیسن
- دانشگاه ویسکانسین-میلواکی

## نمادها و نشان‌های ویسکانسین
ویسکانسین به‌طور سنتی با عنوان «ایالت گورکن» شناخته می‌شود که این نام به تاریخچه اولیه آن در زمینه معدن‌کاری سرب بازمی‌گردد. مشابه با گورکن آمریکایی که با چنگال‌های خود زمین را می‌کَند، معدن‌چیان نیز به دلیل حفاری در زمین لقب «گورکن» را گرفته‌اند.

## نگارخانه

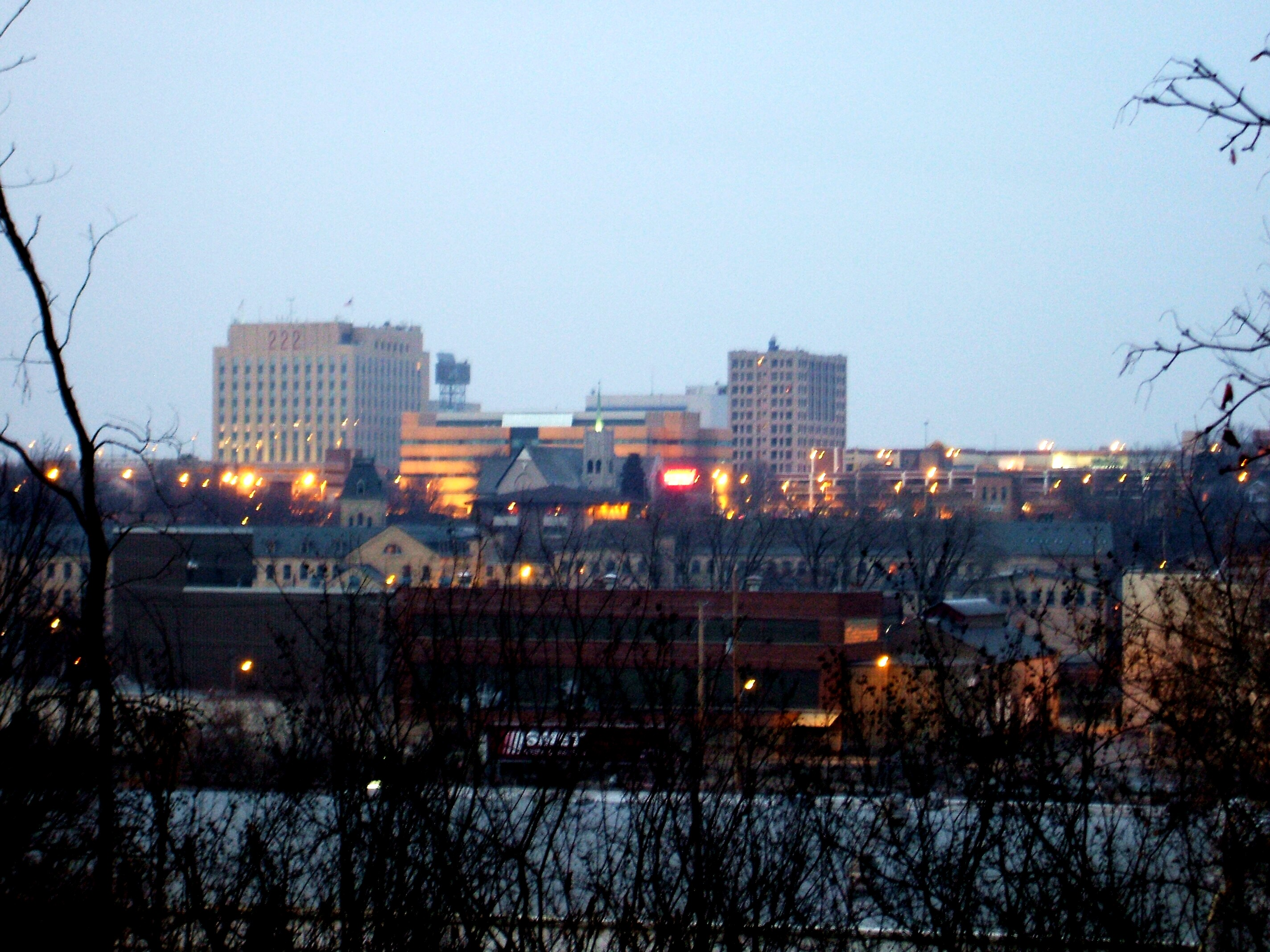
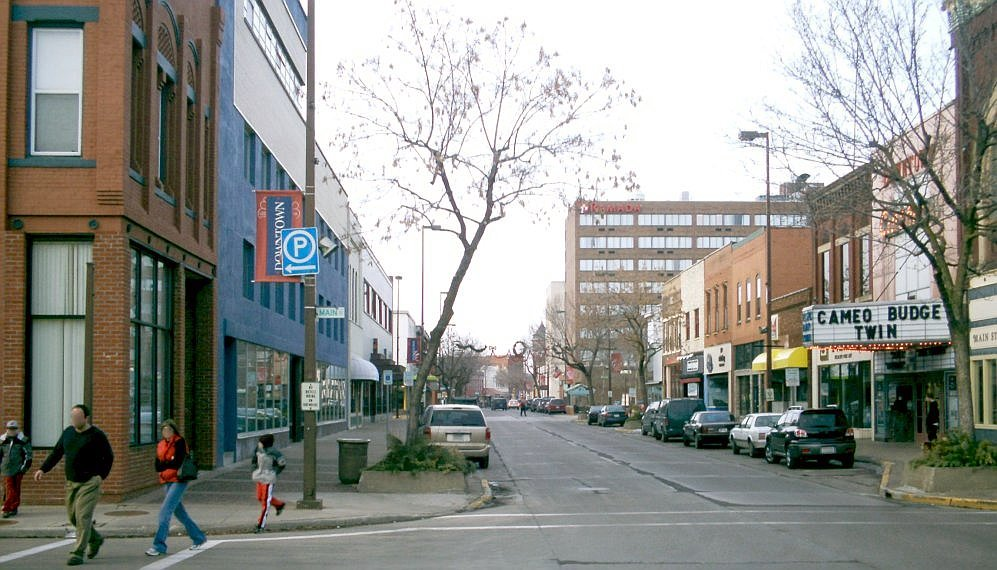
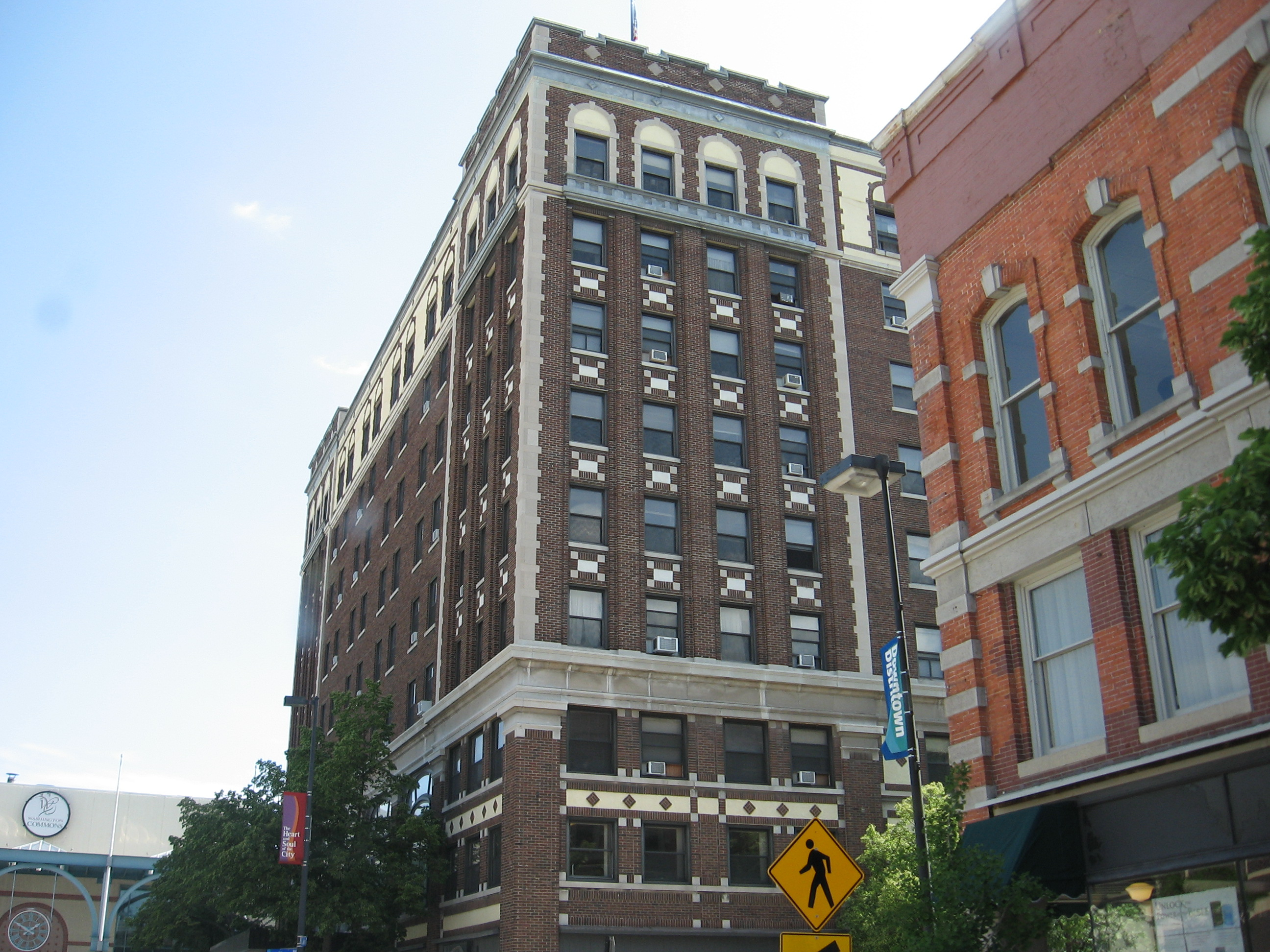
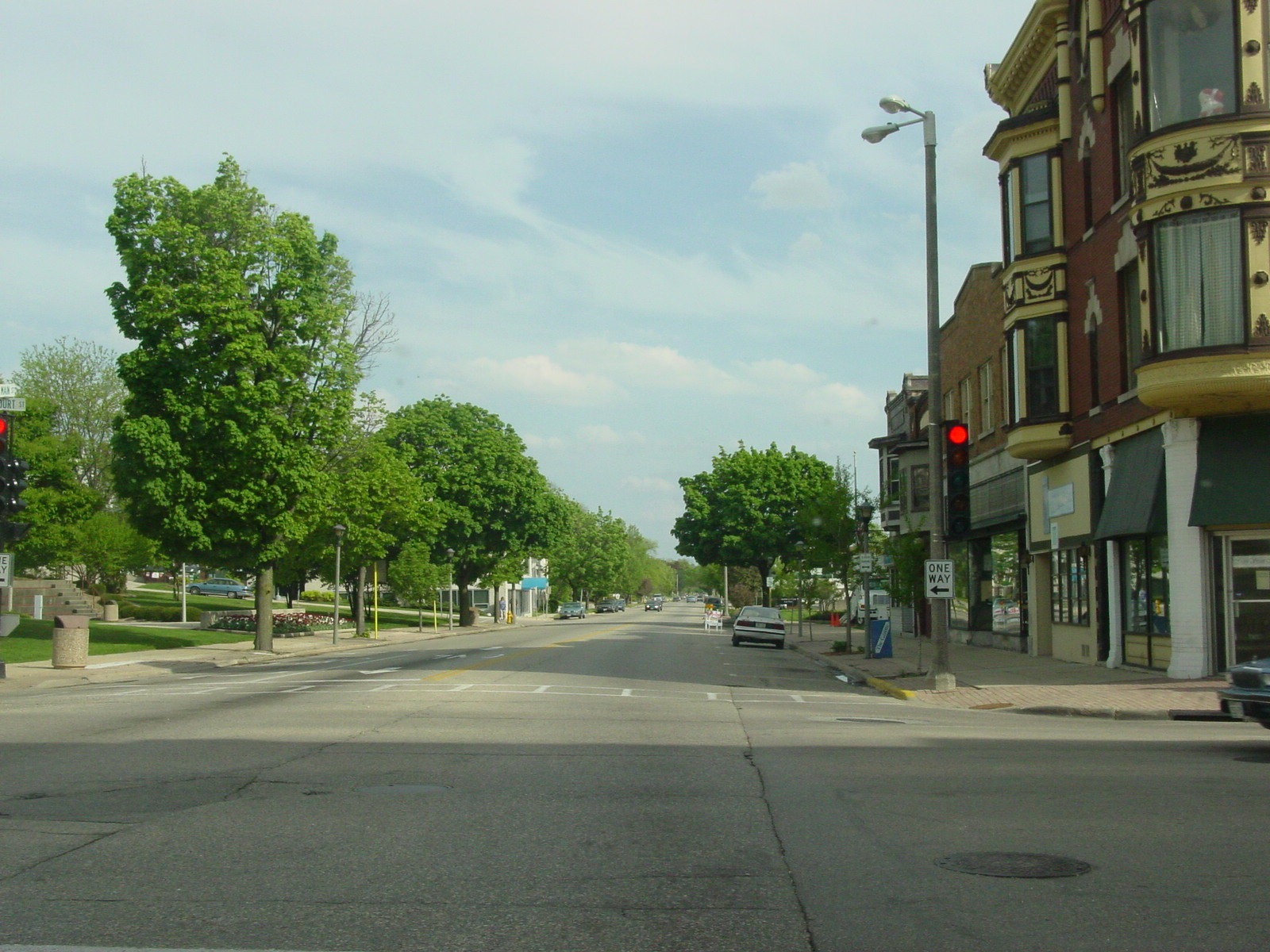
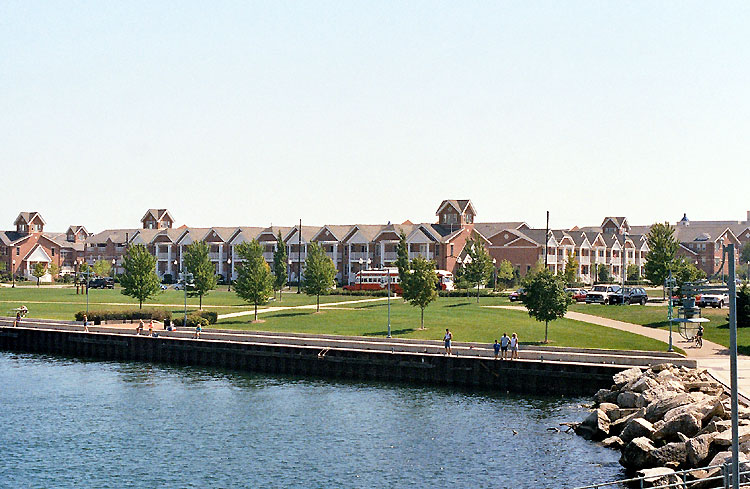
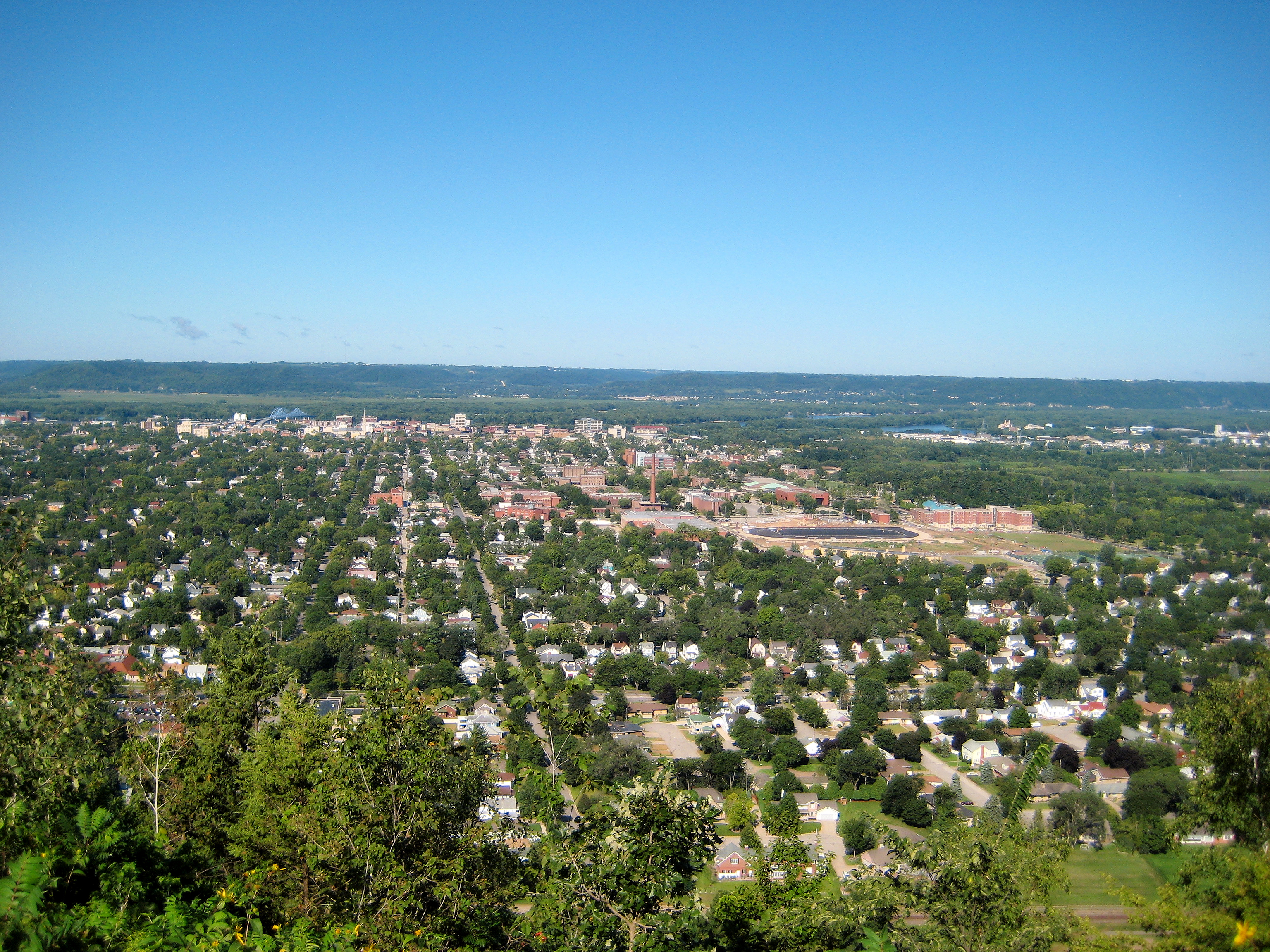
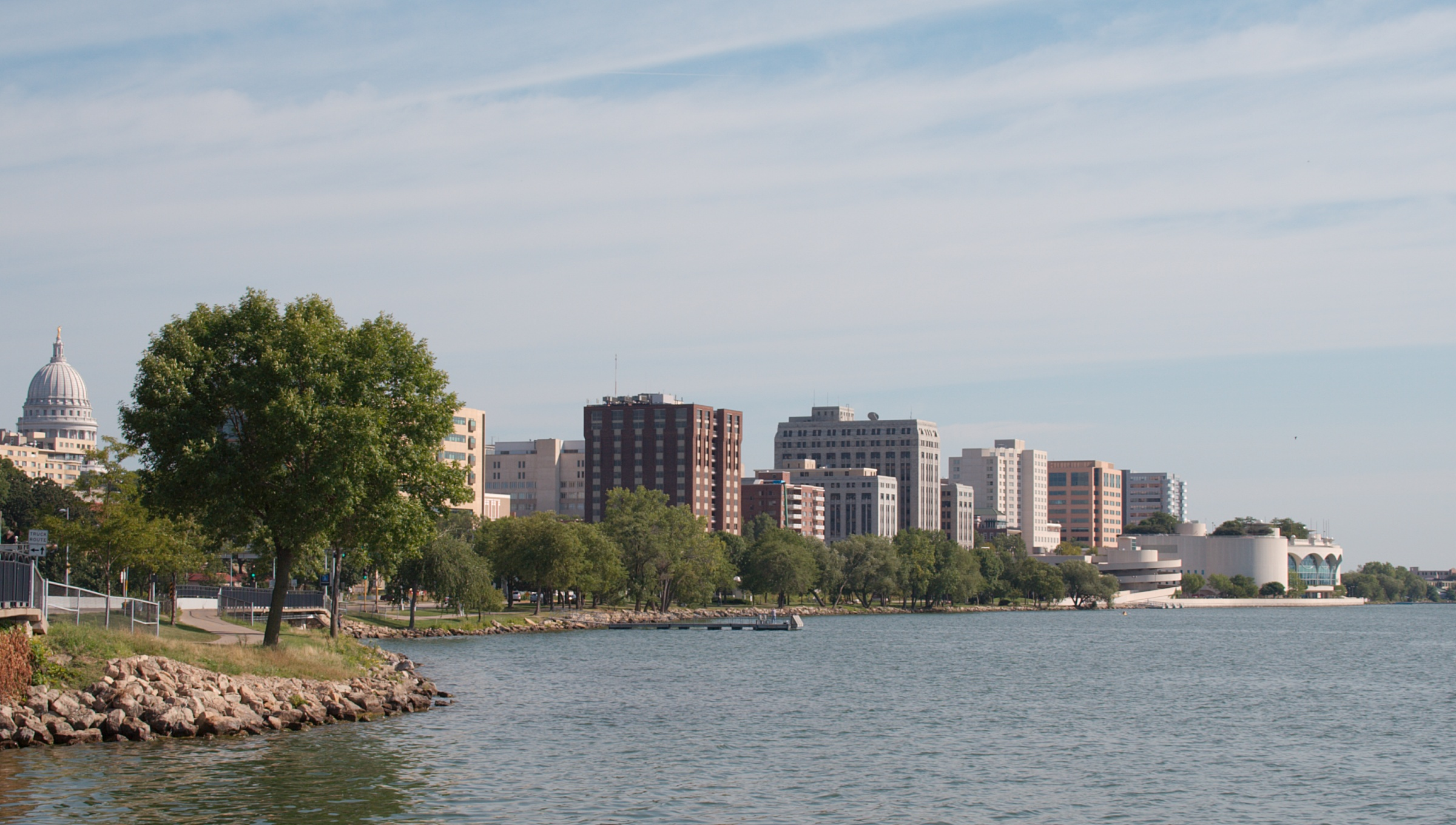
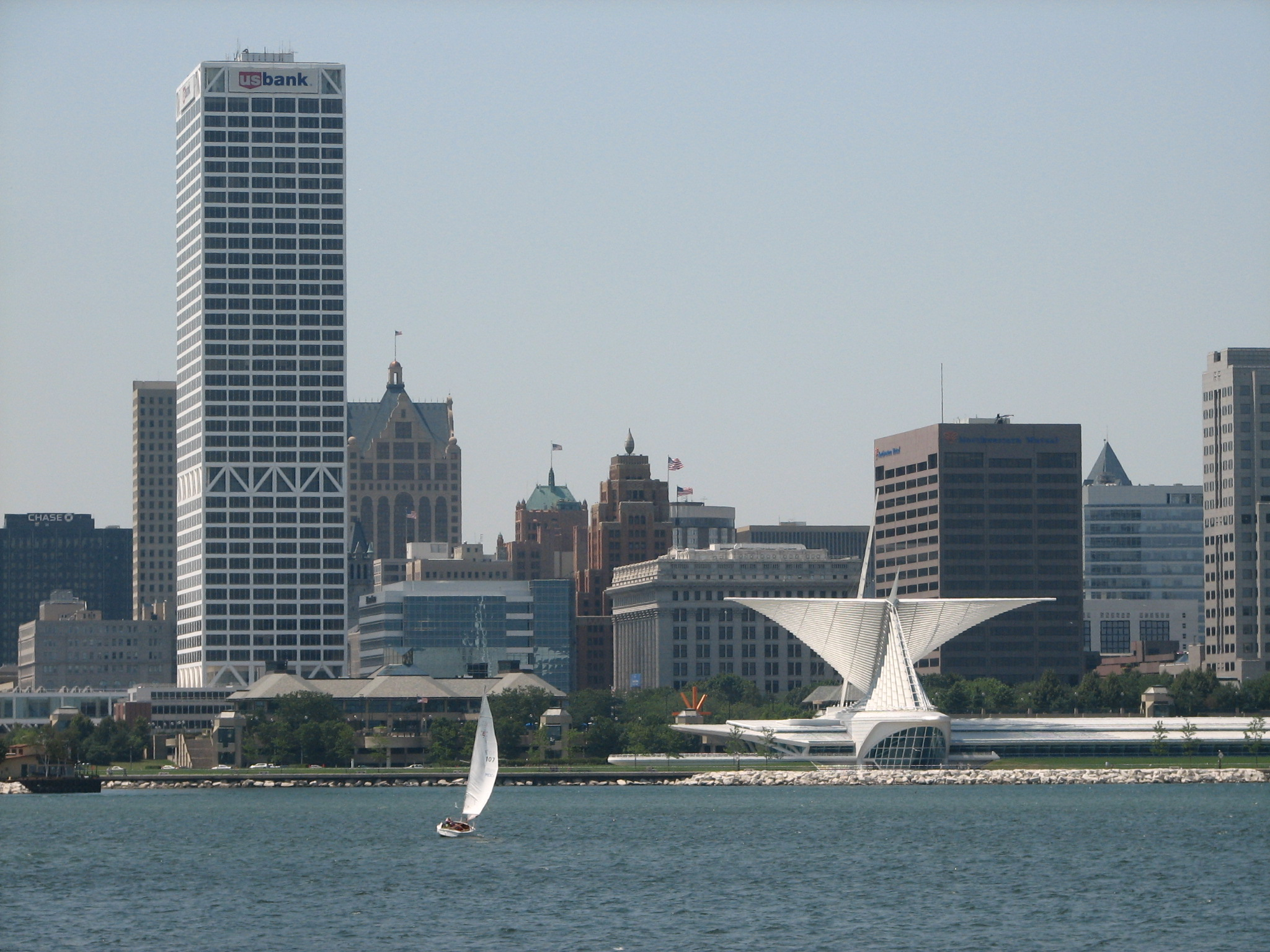
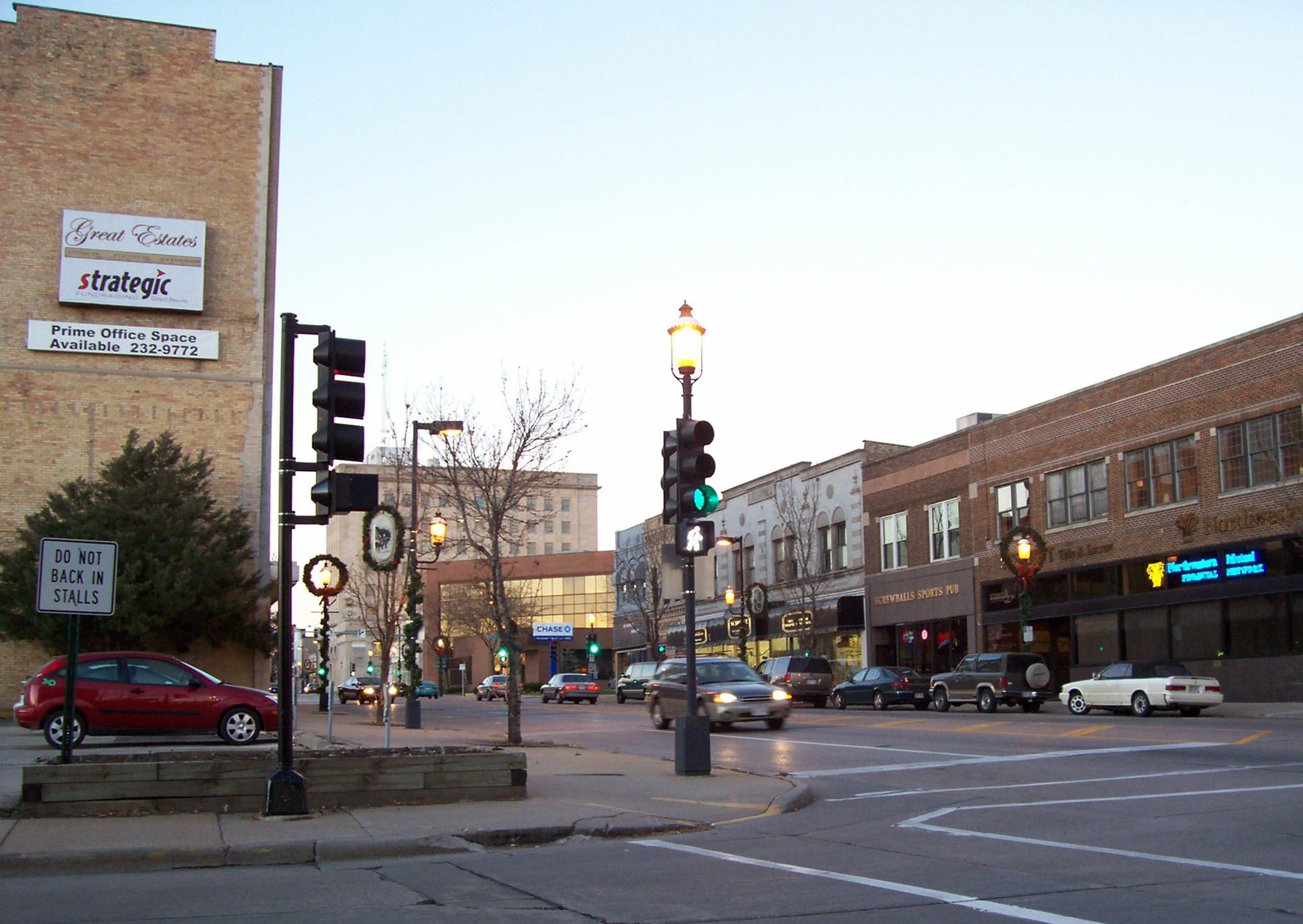
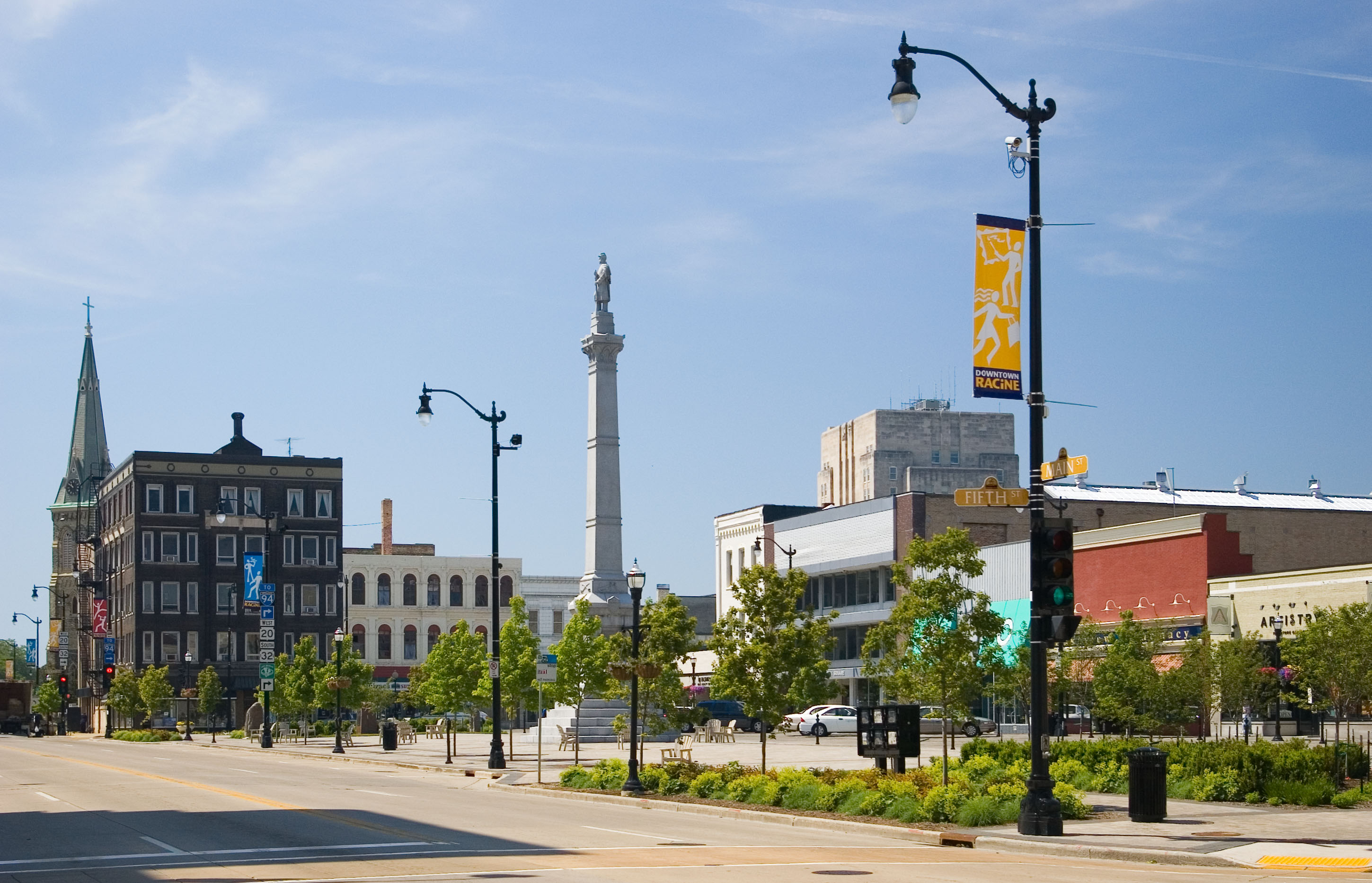
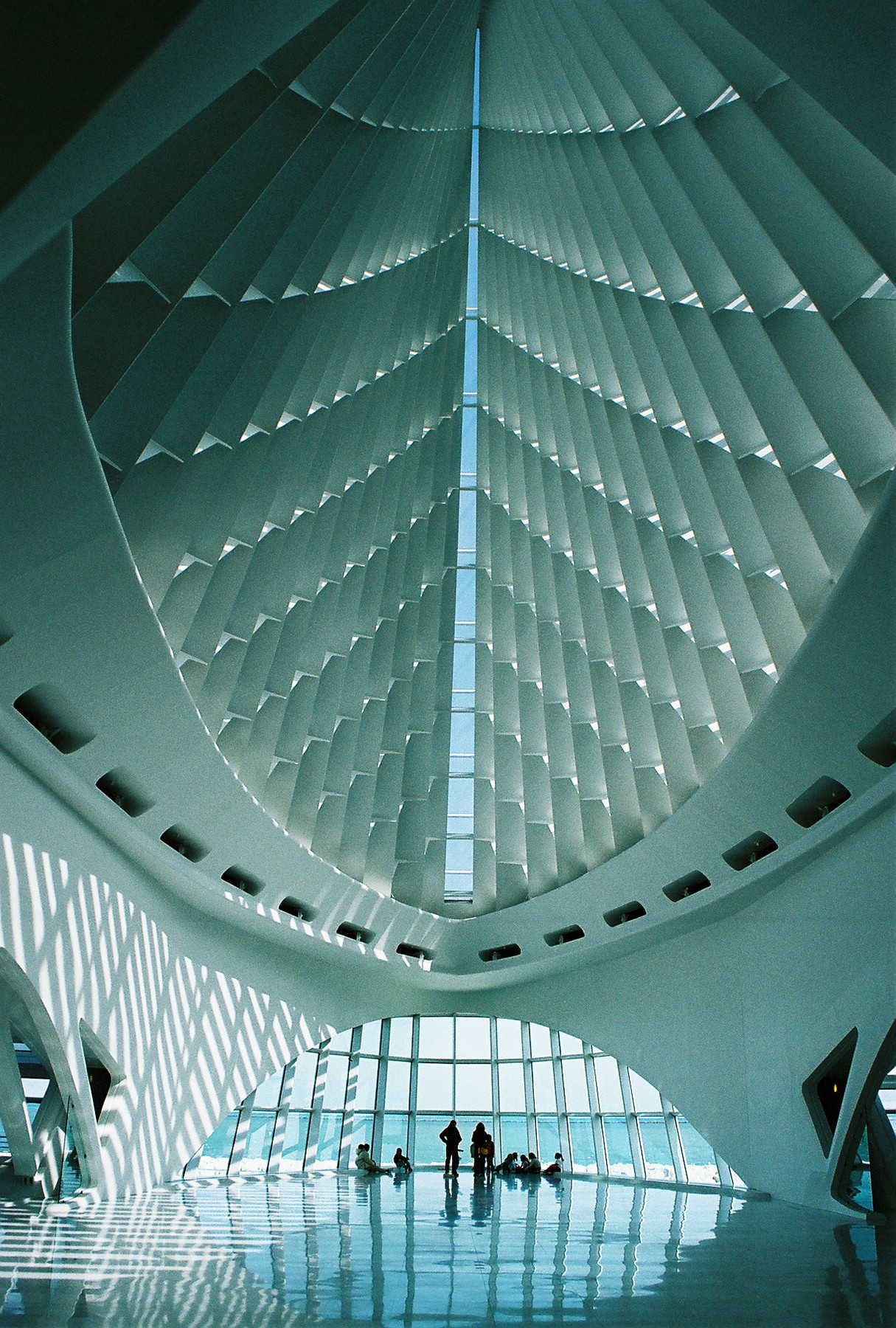
نمایی از داخل موزهٔ شهر میلواکی